# Prototypes and Painkillers
Prototypes and Painkillers is het tweede verzamelalbum van de Amerikaanse punkband Strung Out. Het album werd uitgegeven op 31 maart 2009 via Fat Wreck Chords en bevat onder andere demo's, enkele niet eerder uitgegeven nummers en voorheen moeilijk verkrijgbare nummers die bijvoorbeeld op andere compilatiealbums zijn verschenen.

## Nummers
1. "Don't Look Back" - 2:41
2. "Novacain" - 2:53
3. "I'm Not a Loser" - 1:28
4. "Novella" - 3:00
5. "Lost Motel" - 4:00
6. "Pleather" - 3:01
7. "Klawsterfobia" - 0:31
8. "Ghost Town" - 2:07
9. "Bark at the Moon" - 3:32
10. "Sinner or Coward?" - 1:39
11. "Season of the Witch" - 2:49
12. "Your Worst Mistake" - 3:26
13. "Betrayal" - 2:50
14. "More Than Words" - 3:29
15. "Barfly" - 3:11
16. "Night of the Necro" - 2:10
17. "American Lie" - 2:34
18. "Dig" - 2:55
19. "Wrong Side of the Tracks" - 2:49
20. "Just Like Me" - 2:08
21. "Mad Mad World" - 2:16
22. "Jacqueline" - 2:32
23. "Velvet Alley" - 4:19
24. "Ashes" - 2:42
25. "Forever is Today" - 2:20